# Marjolein Decroix
Marjolein Decroix (ur. 17 marca 1992) – belgijska narciarka alpejska, uczestniczka Mistrzostw Świata 2013.
Decroix raz brała udział w mistrzostwach świata – zajęła 68. miejsce w slalomie podczas Mistrzostw Świata 2013 w austriackim Schladming.
Medalistka mistrzostw Belgii.

## Osiągnięcia

### Mistrzostwa świata
| Mistrzostwa     | Konkurencja | Czas    | Lokata | Zwyciężczyni     |
| --------------- | ----------- | ------- | ------ | ---------------- |
| Schladming 2013 | Slalom      | 1:03,85 | 68.    | Mikaela Shiffrin |